# 名探偵 明智小五郎
『名探偵 明智小五郎』（めいたんてい あけち こごろう）は、1994年から1999年まで、フジテレビ系『金曜エンタテイメント』枠で放送された2時間ドラマのシリーズ。全4作。制作は共同テレビジョン。

## 概要
江戸川乱歩原作の明智小五郎シリーズのテレビドラマ化。
舞台を昭和初期に設定、明智の妻・文代や助手の小林少年が登場するなど、原作に忠実に制作されている。陣内孝則が明智小五郎を演じている。
現在に至るまでビデオ・DVDソフト化はされていない。

## キャスト

### レギュラー
- 明智小五郎：陣内孝則
- 小林芳雄少年：黒田勇樹
- 怪人二十面相：高杉亘
- 浪越警部：伊武雅刀
- 鴨川刑事：大高洋夫
- 園田刑事：深谷隆
- 明智文代：森口瑤子

### ゲスト
第1作「地獄の道化師」（1994年）
- 野上あい子：野村真美
- 野上みや子：山下容莉枝
- 綿貫創人：長江英和
- 白井淸一：石橋保
- 沢田和美
- 千葉裕子
- 安藤有里

第2作「吸血カマキリ」（1995年）
- 大河原由美子：とよた真帆
- 井田國彦
- 南原宏治
- 有薗芳記
- 長岡尚彦
- 翁華栄
- 平沙織
- 畠山明子

第3作「暗黒星」（1996年）
- 伊志田直子：稲森いずみ
- 伊志田鞠子：中森友香
- 伊志田綾子：筒井真理子
- 伊志田鉄造：清水綋治
- 瀬下良一：藤井びん
- 伊志田君子：花山佳子
- 山下容莉枝
- 立原友香
- 妹尾洸

第4作「吸血鬼」（1999年）
- 畑柳倭文子：有森也実
- 畑柳庄蔵：陰山泰
- 畑柳道彦：デビット伊東
- 赤羽秀之
- 末永千佳子：山下容莉枝
- 守田比呂也
- 末永美奈：林知花
- 草薙良一
- 竹本純平
- 菅野美寿紀
- 相馬剛三
- 小林尚臣
- 富田晃介
- 大村美樹
- 骨董品屋の主人：柳葉敏郎（友情出演）

## 放送日程
| 話数 | 放送日          | サブタイトル                                                                  | 原作             | 脚本     | 監督 |
| ---- | --------------- | ----------------------------------------------------------------------------- | ---------------- | -------- | ---- |
| 1    | 1994年012月09日 | 恐怖の裸女連続殺人!!愛欲の事件の陰に意外な真実が…あの名推理が今夜よみがえる!! | 「地獄の道化師」 | 佐伯俊道 | 星護 |
| 2    | 1995年07月028日 | 恐怖の猟奇連続殺人・のぞかれた禁断の世界…熱い素肌に殺意が宿る                 | 「化人幻戯」     | 佐伯俊道 | 星護 |
| 3    | 1996年01月019日 | 天の怒りか地の悲しみか、21年ぶりの日食の日に起きた連続殺人                    | 「暗黒星」       | 佐伯俊道 | 星護 |
| 4    | 1999年02月012日 | 墓から消えた遺体と埋葬品…隠れキリシタンの里で今夜、吸血鬼伝説がよみがえる!!   | 「吸血鬼」       | 佐伯俊道 | 星護 |